# 吸収元
数学、特に抽象代数学において吸収元（きゅうしゅうげん、英: absorbing element）は二項演算を持つ集合に属する特別な元で、吸収元と他のどのような元との積も、吸収元自身になってしまうという性質を持つものである。
半群論においては、吸収元のことをしばしば零元と呼ぶ。「零元」は加法単位元の意味でも用いられるが、本項では吸収元の意味で用いる。
吸収元は半群論、特に半環の乗法半群においてとりわけ重要である。
加法単位元 0 を持つ半環の場合には、しばしば吸収元の定義を緩めて 0 を吸収しないものとする。別な言い方をすれば 0 が唯一の吸収元であるものとするということである。
吸収元つき半環や吸収元付き可換モノイドなどが一元体の定式化などを契機として、従来の抽象代数学における環などと同様の中心的な役割を果たすものとして注目されている。

## 定義
厳密に、(S, ∗) を集合 S とその上の二項演算 ∗ の組（マグマまたは亜群と呼ばれるもの）とする。z がマグマ (S, ∗) の零元であるとは、S の任意の元 s に対して
{\displaystyle z*s=s*z=z}
を満たすことをいう。さらに細かく、z ∗ s = z のみを課したものを左零元 (left zero) と呼び、右零元 (right zero) は s ∗ z = z のみを条件に課したものをいう。

## 性質
- マグマが左右の零元をともに持てば、それは（両側）零元である。
- マグマが零元を持つとき、零元は一意に定まる。

## 例
- 集合 X 上の二項演算の全体の成す集合は関係の合成に関して、吸収元つきモノイドを成す。零元は空関係（つまり空集合）である。
- 閉区間 H = {0, 1 } に x ∧ y := min(x, y) で二項演算を定義したものは零付きモノイドであり、零元は最小元 0 で与えられる。

| 台集合                   | 演算               | 吸収元        |
| ------------------------ | ------------------ | ------------- |
| 実数全体 R               | 実数の積 •         | 実数 0        |
| 非負整数全体 Z≥0         | 最大公約数 GCD     | 整数 1        |
| n-次正方行列全体 Mn      | 行列の積 •         | n-次零行列 0  |
| 拡大実数全体 R           | 最小あるいは下限 ∧ | 負の無限大 −∞ |
| 拡大実数全体 R           | 最大あるいは上限 ∨ | 正の無限大 +∞ |
| 集合全体 Sets            | 交わり ∩           | 空集合 {}     |
| 集合 M の部分集合全体 2M | 結び ∪             | 全体集合 M    |
| ブール論理               | 論理積 ∧           | 偽 ⊥          |
| ブール論理               | 論理和 ∨           | 真 ⊤          |